# Anton Eberl
Anton Franz Josef Eberl (ur. 13 czerwca 1765 w Wiedniu, zm. 11 marca 1807 tamże) – austriacki pianista i kompozytor doby klasycyzmu.

## Życiorys
Urodził się 13 czerwca 1765 r. jako syn Josefa, urzędnika administracji cesarskiej. Brał udział w wielu wiedeńskich koncertach publicznych jako solista. Również odbywał liczne podróże koncertowe. Ponieważ jego rodzina przyjaźniła się z Mozartami, od dzieciństwa znał Wolfganga Amadeusa Mozarta, który był jego przyjacielem. Po śmierci Mozarta Eberl skomponował na jego cześć kantatę pt. Bei Mozarts Grabe. Trochę później skomponował kilka cyklów wariacji, Trio fortepianowe c-moll i Sonata fortepianowa c-moll, które początkowo były przypisywane Mozartowi i pod jego nazwiskiem po raz pierwszy wydane. W 1796 r. Anton Eberl wyjechał do Petersburga. Był tam popularnym nauczycielem muzyki. Dla dworu carskiego komponował symfonie, koncerty fortepianowe i muzykę kameralną. W roku 1800 powrócił do ojczyzny.

## Twórczość
W swoim czasie Anton Eberl był, obok Ludwiga van Beethovena najbardziej znanym wiedeńskim kompozytorem. Przez im współczesnych jego utwory były wyżej cenione niż Beethovena. Początkowa twórczość Eberla wykazuje podobieństwo ze stylem mozartowskim. Późniejsze utwory niejednokrotnie cechuje podobieństwo z muzyką Beethovena. Indywidualny styl tego kompozytora to unikanie schematów formalnych. Przykładowo w Koncercie na dwa fortepiany op. 45 w drugiej części wprowadził marsz, a rondo poprzedził wstępem. Unikał również stereotypów harmonicznych. Śmiałe zestawienia tonacji i głęboka wyrazowość wolniejszych części jego dzieł, zbliżała je do epoki romantyzmu. Wczesna muzyka teatralna i kompozycje rosyjskie Eberla nie zachowały się do dzisiejszych czasów.